# RFactor
rFactor ist eine Rennsimulation für Personal Computer. Die Architektur erlaubt, prinzipiell jede Art von vierrädrigen Kraftfahrzeugen zu betreiben. Ein genaues Reifenmodell, komplexe Aerodynamik, originalgetreue Mechanik und Fahrphysik, Tag- und Nachtwechsel sowie Fahrerwechsel untermauern den Anspruch, eine besonders realistische Rennsimulation darzustellen.

## Entwicklung
rFactor wurde von Image Space Incorporated (ISI) entwickelt, welche mehrjährige Erfahrung in der Entwicklung von kommerziellen sowie militärischen Simulationen aufweisen. Die vorangegangene Veröffentlichung war F1 Challenge '99-'02, welche durch EA Sports veröffentlicht wurde.
Die Rendering-Engine gMotor 2.0 fand neben rFactor auch in der GT-Rennspielserie von SimBin Verwendung, welche GTR – FIA GT Racing, GT Legends, Race07 und GTR Evolution umfasst.

## Release
Der Publisher ISI hatte das Spiel am 21. September 2007 auch als DVD-Version veröffentlicht, nachdem es zuvor nur als Downloadversion verfügbar war, die über einen Internet zu erwerbenden Schlüssel (Key) freizuschalten war.
Seit dem 2. Mai 2015 ist rFactor auch auf der Spieleplattform Valve Steam zu finden.

## Fahrzeuge und Strecken
In der Basisversion umfasst rFactor die folgenden Fahrzeuge und Strecken.

### Fahrzeuge
- 2008 BMW Sauber F1.08 – Formel-1-Rennwagen (offizielles Add-on von ISI, als Download verfügbar)
- 2007 BMW Sauber F1.07 – Formel-1-Rennwagen (offizielles Add-on von ISI, in der DVD-Version enthalten)
- 2006 Formula IS – Hochleistungs-Monoposto
- 2005 Hammer – Tourenwagen
- 2005 Howston – Tourenwagen
- 2006 National Stock Car – NASCAR
- 2005 Rayzor – Rallye
- 2006 rF3 – Monoposto
- 2005 Rhez – kompakter Sportwagen mit Vorderradantrieb
- 2006 Rhez – kompakter Sportwagen mit Vorderradantrieb
- 2006 rTrainer – Monoposto
- 2005 Venom – Rallye
- 2005 ZR – Hochleistungs-Limousine

### Strecken
- Barcelona – Permanente Rennstrecke
- Autodromo Nazionale Brianza – Permanente Rennstrecke mit sechs Streckenlayouts
- Essington Park – Permanente Rennstrecke
- Jacksonville Speedway – Superspeedway mit Steilkurven
- Jaiding Circuit – Permanente Rennstrecke mit drei Streckenlayouts
- Joesville Speedway – Speedway
- Lienz Festival der Geschwindigkeit – Landstraßen
- Mills Metropark – Permanente Rennstrecke mit zwei Streckenvarianten
- Montreal – Permanente Rennstrecke
- Northamptonshire – Permanente Rennstrecke
- Nürburgring – Permanente Rennstrecke
- Orchard Lake – Short Track
- Sardian Heights – Temporäre Rennstrecke mit zwei Streckenlayouts
- Toban Raceway Park – Permanente Rennstrecke mit vier Streckenlayouts

## Modifikationen
Besonderer Beliebtheit in der Community erfreut sich rFactor aufgrund der Möglichkeit, das Spiel nahezu vollständig zu modifizieren und den eigenen Bedürfnissen und Interessen anzupassen. Eine zentrale Rolle hierbei spielen die sogenannten „Mods“, welche meist kostenlos von Einzelpersonen oder spezialisierten Modding-Gruppen im Internet zur Verfügung gestellt werden. So lassen sich einzelne Fahrzeuge, Strecken, ganze Rennserien oder Funktionen wie Telemetrie oder das aus der Formel 1 bekannte KERS nachrüsten, wodurch sich der Funktionsumfang der Software auf nahezu jedes erdenkliche Rennszenario erweitern lässt. So sind unter anderem Serienfahrzeuge, Rallybolliden, Monstertrucks und sogar experimentelle Rennboote verfügbar. Generell ist heute ein Großteil der Mods bei weitem der Qualität und Detailtreue der Standardfahrzeuge- und Strecken in rFactor überlegen.
Die Veröffentlichung einer sich im Endstadium der Entwicklung befindlichen Porsche-997-GT3-Cup-Mod by EnduRacers wurde von Porsche im September 2012 verhindert, da der Autohersteller Konkurrenz für ein eigenes Projekt befürchtete.

## Nachfolger
Seit dem 13. März 2013 gibt es den Nachfolger rFactor 2. Diesen kann man nur noch Online kaufen und herunterladen. Die Entwicklung des Nachfolgers programmierte Image Space Incorporated am Anfang noch und übergab es im September 2016 an Studio397.